# Arroyo de Valdeladrón (vattendrag i Spanien)
Arroyo de Valdeladrones är ett vattendrag i Spanien.   Det ligger i provinsen Provincia de Zamora och regionen Kastilien och Leon, i den nordvästra delen av landet, 240 km nordväst om huvudstaden Madrid.